# José Carvallo
José Aurelio Carvallo Alonso (* 1. März 1986 in Lima) ist ein peruanischer Fußballtorhüter.

## Karriere

### Verein
Carvallo begann im Alter von 12 Jahren bei Universitario de Deportes mit dem Fußballspielen. Er durchlief die Jugendabteilungen des Klubs und rückte 2003 in die erste Mannschaft auf. Am 4. Mai 2003 gab er im Alter von 17 Jahren sein Debüt in der Primera División. Er konnte sich zunächst nicht als Stammtorhüter durchsetzen und wurde 2008 an das Franchise D.C. United in die Profifußball-Liga Major League Soccer ausgeliehen. Nach einem kurzen Aufenthalt in den Vereinigten Staaten kehrte Carvallo im selben Jahr nach Peru zurück. Das Leihgeschäft wurde bei Sporting Cristal fortgesetzt, wo er zur Spielzeit 2009 fest verpflichtet wurde. Nachdem er sich auch dort nicht durchsetzen konnte, wechselte er 2011 zu FBC Melgar. Dort avancierte Carvallo zum Leistungsträger und verhalf seinem Klub zur Qualifikation für die Copa Sudamericana 2013, der ersten Teilnahme Melgars an einem internationalen Wettbewerb nach 15 Jahren.
Am 30. Dezember 2012 unterschrieb er auf Wunsch von Trainer Ángel Comizzo für zwei Spielzeiten bei seinem Stammverein Universitario de Deportes. Dort gelang Carvallo der Durchbruch zum Stammtorhüter. Im entscheidenden dritten Spiel in den Playoffs um die peruanische Meisterschaft gegen Real Garcilaso parierte er zwei Elfmeter und gewann seinen ersten Profititel.
Im Jahr 2015 verpflichtete Universitario überraschend trotz guter Leistungen von Carvallo den MLS-Rückkehrer Raúl Fernández. Daraufhin unterschrieb er im Dezember 2015 einen Vertrag über drei Jahre beim Club Universidad Técnica de Cajamarca.
Im Dezember 2018 kehrte Carvallo auf Wunsch von Trainer Nicolás Córdova zu Universitario de Deportes zurück. Am Ende der Spielzeit 2019 wurde er gemeinsam mit Manuel Heredia von Carlos A. Mannucci als bester Torhüter der Primera División ausgezeichnet.  Anfang 2021 wurde der Vertrag für zwei weitere Spielzeiten verlängert.

## Nationalmannschaft
Carvallo gab am 12. September 2007 in einem Freundschaftsspiel gegen Bolivien sein Debüt in der peruanischen Nationalmannschaft.
Anlässlich der Fußball-Weltmeisterschaft 2018 in Russland wurde er von Trainer Ricardo Gareca als dritter Torhüter in das peruanische Aufgebot berufen. Im Verlauf des Turniers kam er, ebenso wie bei  der Copa América 2021, für die er nominiert war, nicht zum Einsatz.

## Erfolge
- Peruanischer Meister: 2013